# Danielka (potok)
Danielka – potok, lewy dopływ Wody Ujsolskiej o długości 9,21 km i powierzchni zlewni 12,22 km². 
Źródła potoku znajdują się na wysokości 1115 m na północnych stokach Małej Rycerzowej w Grupie Wielkiej Raczy w Beskidzie Żywieckim. Spływa głęboką doliną, początkowo w północnym, później północno-wschodnim kierunku. Orograficznie lewe zbocza tej doliny tworzy grzbiet Jaworzynki, Kiczorki i Urówka, lewe Wiertalówka, Kotarz i Muńcuł. W miejscowości Ujsoły, na wysokości około 545 m Danielka uchodzi do Wody Ujsolskiej.
Dno doliny potoku Danielka jest częściowo bezleśne. Bezleśna jest też część stoków Urówki i Kiczorki. W dolnej części doliny Danielki znajduje się należące do Ujsołów osiedle Danielka ze schroniskiem turystycznym „Chałupa Chemików”, w górnej należące do Soblówki osiedle Młada Hora. Dnem doliny Danielki prowadzi droga z Ujsołów do osiedla Młada Hora.